# Ronald Oxburgh, Baron Oxburgh

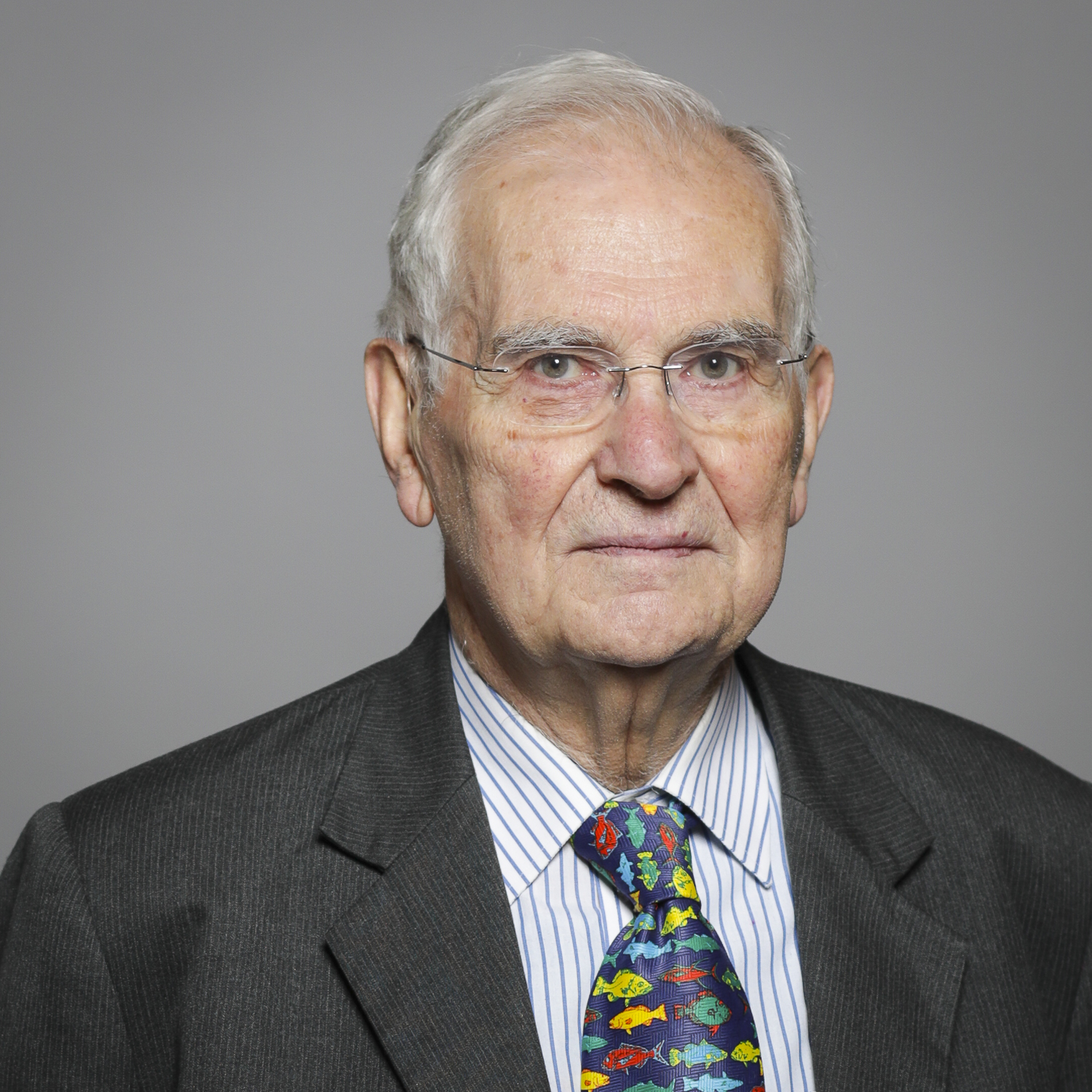
Ronald Oxburgh, Baron Oxburgh

Ernest Ronald Oxburgh, Baron Oxburgh KBE (* 2. November 1934) ist ein britischer Geologe, Mineraloge, Petrologe, Hochschullehrer und Politiker. Er ist seit 1999 als Life Peer Mitglied des House of Lords und war unter anderem zwischen 1982 und 1988 Präsident des Queens’ College der University of Cambridge.

## Leben

### Professuren an den Universitäten Oxford und Cambridge
Nach dem Schulbesuch absolvierte Oxburgh ein Studium der Geologie und wurde nach Beendigung des Studiums 1960 Demonstrator und Lecturer für Geologie an der University of Oxford, an der er zwischen 1964 und 1977 Tutor an der St Edmund Hall war. Zuletzt war er von 1975 bis 1978 zuerst Stellvertreter und dann Dekan der dortigen Fakultät für physikalische Wissenschaften. Des Weiteren war er mehrfach Gastprofessor und lehrte als solcher unter anderem am California Institute of Technology (Caltech, 1967 bis 1968), an der Cornell University (1967 bis 1968 sowie 1973 bis 1974) sowie an der Stanford University (1973 bis 1974).
1978 wechselte er zur University of Cambridge, wo er Fellow an der Trinity Hall wurde und zugleich eine Professur für Mineralogie und Petrologie übernahm und dort bis 1991 lehrte. Während dieser Zeit war er zwischen 1980 und 1988 auch Leiter der Abteilung für Geowissenschaften sowie zugleich von 1982 und 1988 Präsident des dortigen Queens’ College. Oxburgh, der von 1984 bis 1985 Vorsitzender der Arbeitsgruppe der Royal Society für die Unterstützung der Geophysik war, war ferner von 1986 bis 1987 Vorsitzender des Komitees für Universitätszuschüsse für Geowissenschaften. Nachdem er zwischen 1985 und 1986 die Sherman-Mills-Fairchild-Gastdozentur am Caltech innegehabt hatte, war er 1986 abermals Gastprofessor an der Cornell University und hatte 1987 auch die Allan V. Cox-Gastprofessur an der Stanford University inne.
Neben seiner Lehrtätigkeit war er zwischen 1988 und 1993 Wissenschaftlicher Chefberater des Verteidigungsministeriums und als solcher auch Vorsitzender der Kommission zur Untersuchung der Sicherheit von Kernwaffen.
Für seine langjährigen Verdienste wurde er 1992 zum Knight Commander des Order of the British Empire ernannt und führte fortan den Namenszusatz „Sir“.
Im Anschluss war er von 1993 bis 2001 Rektor des Imperial College London. Daneben fungierte er zwischen 1994 und 1997 als Vorsitzender des behördenübergreifenden Komitees für Umwelt und globalen Wandel und war außerdem von 1995 bis 1997 Vorstandsmitglied des Zentrums für Verteidigungsanalysen.

### Mitglied des Oberhauses
Oxburgh wurde durch ein Letters Patent vom 27. Juli 1999 als Life Peer mit dem Titel Baron Oxburgh, of Liverpool in the County of Merseyside in den Adelsstand erhoben. Kurz darauf erfolgte am 12. Oktober 1999 seine Einführung (Introduction) als Mitglied des House of Lords.
Im Oberhaus gehört er zur Gruppe der parteilosen Peers, den sogenannten Cross Benchers. Während seiner Mitgliedschaft im Oberhaus war er von 1999 bis 2005 Mitglied des Ausschusses für Wissenschaft und Technologie sowie zuletzt zwischen 2001 und 2005 Vorsitzender dieses Ausschusses.
Seit 2001 ist er auch Honorarprofessor an der Abteilung für Geowissenschaften der University of Cambridge. Daneben übernahm er im Laufe seiner beruflichen Tätigkeit zahlreiche Funktionen in in- und ausländischen Institutionen und Organisationen.

### Akademische Auszeichnungen und Mitgliedschaften
Oxburgh wurde für seine Verdienste mehrfach geehrt und erhielt unter anderem Ehrendoktorwürden der Universität Pierre und Marie Curie (1986), der Universität Paris VII (1986), der University of Leicester (1990), der Loughborough University (1991), der University of Edinburgh (1994), der University of Birmingham (1996), der University of Liverpool (1996), der University of Southampton (2003), der Lingnan University in Hongkong (2006), der Liverpool John Moores University (2006), der University of Newcastle (2007), der University of Leeds (2009) sowie der University of Wyoming (2011). Oxburgh ist unter anderem auch Fellow der Royal Society (1978), der Institution of Mechanical Engineers (1993) sowie der Royal Engineers (2000).
Oxburgh, der von 1985 bis 1987 Präsident der Europäischen Union für Geowissenschaften war, ist des Weiteren Ehren-Fellow der Trinity Hall (1982), des University College Oxford (1983), der St Edmund Hall (1986), des Queens’ College Cambridge (1992) sowie des City and Guilds of London Institute (1996).
Weiterhin ist Oxburgh, der 1988 zu den Gründungsmitgliedern der Academia Europaea gehörte, korrespondierendes Mitglied der Geologischen Bundesanstalt in Wien (1969), der Geological Society of America (1971), der Österreichischen Geologischen Gesellschaft (1972), der American Geophysical Union (1981), der Akademie der Wissenschaften von Venezuela (1989), der Australian Academy of Science (1999), der Deutschen Akademie der Naturforscher Leopoldina (1994), der National Academy of Sciences (2001) und der American Philosophical Society (2005).
Für seine Verdienste wurden ihm ferner 1969 der Lyell Fund Award der Geological Society of London, deren Präsident er von 2000 bis 2002 war, und 1979 die Bigsby-Medaille der Geological Society of London sowie 1995 das Sir Peter Kent-Lektorat dieser Gesellschaft verliehen. Ferner wurde er 1995 Amigo de Venezuela sowie zugleich Träger des Offizierskreuzes des Ordre des Palmes Académiques. Zuletzt wurde er 2012 Ehrenbürger von Singapur, nachdem ihm bereits 2008 die Medaille für öffentliche Verdienste von Singapur verliehen wurde.

## Veröffentlichungen
- The geology of the Eastern Alps, 1968